# Hevaldo Moreira
 Hevaldo André Sabino Moreira (Fortaleza, 12 de maio de 1979) é um voleibolista brasileiro praticante da modalidade de vôlei de praia  e foi medalhista de ouro no CSV Finals de 2015-16 na Argentina.

## Carreira
A introdução de Hevaldo no vôlei de praia não foi como atleta e sim como boleiro e sparing da dupla Márcio Araújo e Benjamin Insfran, na época treinados pelo técnico Ronald Rocha,  e este treinador enxergou o potencial de Hevaldo e resolveu treiná-lo em 2000, e contando com o apoio do então presidente da Federação Cearense logo disputou o Circuito Brasileiro de Vôlei de Praia e em 2001 já constava no ranking brasileiro principal
Jogava ao lado de Rodrigo Saunders no Circuito Brasileiro de Vôlei de Praia de 2001, na etapa de Cuiabá, 
Em São José do Rio Pretono qualificatório para o torneio principal em Vitória.
Na edição de 2002 do Circuito Brasileiro de Vôlei de Praia esteve com Rodrigo Saunders na etapa de Recife, em São José e Maceió.
Na etapa Challenger  do Circuito Brasileiro de Vôlei de Praia de 2003 em Aracaju conquistou ao lado de Murilo Teixeira o títuloe juntos estiveram em Natal e na edição do Circuito Brasileiro de 2004 formou dupla com Bruno de Paula na etapa de Porto Alegre.Ainda em 2004 participou da segunda edição dos Jogos Brasileiros de Praia de 2004 e conquistou o terceiro lugar ao lado de Rodrigo Saunders nas areias da Praia de Iracema, em Fortaleza.
Na jornada esportiva de 2005 formou dupla com Celso Brunholi no Circuito Brasileiro de Vôlei de Praia, disputaram a etapa de Londrina e conquistaram o vice-campeonato na etapa Challenger de São Luís e o título em Rio das Ostras; já ao final do circuito brasileiro terminaram na décima posição geral.
Estreou na edição do Circuito Mundial de Vôlei de Praia  em 2006 ao lado de Rodrigo Saunders, conquistando o título no Challenge em Brno, não pontuaram no Aberto de Roseto degli Abruzzi e finalizaram na décima terceira colocação no Aberto de Vitória.
No Circuito Brasileiro de Vôlei de Praia de 2006 atuou ao lado de Alex Sandro Acco e conquistaram os títulos das etapas de Curitiba e Porto Alegre, e jogando com Rodrigo Saunders conquistou o terceiro lugar em Fortaleza e os quartos nas etapas de Salvador e Brasília, finalizaram na quarta posição geral do circuito e foi um dos destaques sendo premiado como o atleta de melhor saque da competição.
Nas competições de 2007 formou dupla novamente com Rodrigo Saunders, e representando a cidade de São Caetano do Sul, disputaram a edição dos Jogos Abertos do Interior no mesmo ano, realizado em Praia Grande, e conquistaram a medalha de ouro, juntos também competiram no Circuito Brasileiro de Vôlei de Praia deste ano, na etapa de João Pessoa, em Maceió e foram vice-campeões na etapa de Londrina.
Competiu no Circuito Brasileiro de Vôlei de Praia de 2007 ao lado de  Luizão Correa alcançou o vice-campeonato na etapa de Santos e juntos estiveram atuando na temporada de 2007 do Circuito Mundial de Vôlei de Praia, não pontuaram no Aberto de Roseto degli Abruzzi e terminaram na décima sétima colocação no Aberto de Zagreb, mas Luizão sofreu uma contusão e Hevaldo ficou sem parceiro na sequência da competição.Prosseguiu no Circuito Brasileiro de 2007 de última hora ao lado de Fabiano Silva Melo e conquistaram o título na etapa Challenger em Teresina.
No Circuito Mundial de 2008 disputou com Benjamin Insfran o Aberto de Dubai, pontuando ao final do torneio com a nona colocação obtida, com este jogador disputou no mesmo ano o Circuito Brasileiro de Vôlei de Praia, conquistando ao lado de Rodrigo Saunders o terceiro lugar na etapa de Cáceres  e com Benjamin Insfran conquistou o terceiro posto em Recife
Em 2008  atuou ao lado de Adriano Garrido na etapa Challenger de Aracajuterminando na terceira posição  e o quarto lugar na etapa de João Pessoa.  
Com Benjamin Insfran voltou a competir pelo Circuito Mundial de Vôlei de Praia em 2009;não somaram pontos nos Abertos de Roma e Myslowice, alcançaram o vigésimo quinto lugar no Aberto de Brasília  e a quinta colocação no Aberto de Xangai.Novamente joga ao lado de Rodrigo Saunders no Circuito Estadual de Vôlei de Praia de 2009, conquistando o título na etapa de Salvador, alcançou o vice-campeonato na etapa de Fortaleza ao lado de Francisco "Lipe" Martins e outro vice-campeonato em Recife desta vez competindo ao lado de Rodrigo Saunders.
Com Benjamin Insfran disputou as etapas do Circuito Brasileiro de Vôlei de Praia de 2009, finalizaram na nona posição na etapa de Balneário Camboriú, quinta colocação nas etapas de Santa Mariae Curitiba e o nono lugar na etapa de São José dos Campos, época que a dupla ocupava a sétima posição no ranking parcial da competição, e o vice-campeonato na etapa de Vitória; a décima nona posição jogando com Rodrigo Saunders na etapa de Belém e o quarto lugar na etapa de Teresina, além do décimo terceiro lugar na etapa de Fortaleza, como também o nono lugar na etapa de João Pessoa, o vice-campeonato na etapa de Recife, quarta posição na etapa de Maceió e décimo terceiro lugar na etapa de Salvador, e finalizaram na quinta colocação geral.
Na temporada de 2010 do Circuito Estadual de Vôlei de Praia conquistou ao lado de Fred Dória o vice-campeonato na etapa de Fortaleza, já no Circuito Brasileiro de Vôlei de Praia de 2010 terminou com Rodrigo Saunders na nona posição em São José dos Campos, décima nona posição na etapa de Uberaba, décimo terceiro lugar em Goiânia ,  nona posição na etapa de Campo Grande , e com Adriano Garrido terminou na décima terceira posição em Fortaleza, também a décima nona colocação em João Pessoa , nona posição em Maceió, o décimo terceiro posto na etapa de Salvador, outro nono lugar na etapa de Vila Velha , e também o décimo nono lugar na etapa Búzios.
Em 2011 disputou ao lado de Fabiano Melo a etapa de Fortaleza válida pelo Circuito Estadual de Vôlei de Praia, ocasião que terminaram com o vice-campeonato.
E jogando ao lado de Luizão Correa terminou na trigésima primeira posição na etapa de Vitória do Circuito Brasileiro de Vôlei de Praia de 2011,décimo quarto lugar na etapa do Rio de Janeiro, vigésimo terceiro lugar nas etapas do Guarujá e de Curitiba, décimo lugar na etapa de Balneário Camboriu, e ao lado de Wadson Mendes terminaram na trigésima quinta posição na etapa de Santa Maria, e competindo ao lado de Dagoberto”Juca” alcançou o nono lugar em Salvador, o décimo quarto lugar na etapa de Aracaju, décima colocação na etapa de Maceió, décimo sétimo posto na etapa de Recife e alcançaram a quarta posição na etapa de João Pessoa.
Retomou a parceria com Bruno de Paula e competiram no Circuito Mundial de Vôlei de Praia de 2012, não pontuaram nos Abertos de Brasília e Myslowice.Também formou dupla com Álvaro Filho na conquista o título da etapa de Natal do Circuito Estadual de Vôlei de Praia de 2012,  e ao lado de Bruno de Paula conquistou o segundo lugar em Salvador.
Em mais um circuito com Bruno de Paula no ano de 2012, conquistaram na edição do Circuito Challenger o quarto lugar na etapa de Aracaju e também o terceiro lugar na etapa de São Luís e o quarto posto em  Campo Grande.
Permanecendo com a mesma parceria de Bruno de Paula conquistou pela abertura do Circuito Brasileiro de Vôlei de Praia de 2012 o título da etapa de Salvador,  e foram vice-campeões em João Pessoa e Fortaleza.
E com Bruno de Paula prosseguiu no Circuito Brasileiro de Vôlei de Praia de 2012-13 e conquistaram o terceiro lugar na etapa de Cuiabá, e também em Goiânia, obtendo ainda o quinto lugar em Belo Horizonte, em Campinas, em Curitiba, em São Luís e em Fortaleza; neste circuito finalizaram em nono lugar em João Pessoa, foram vice-campeões em Maceió e na última etapa terminaram em quinto lugar em Brasília, assim terminando com o bronze na classificação geral.
Com Bruno de Paula disputou a etapa de Sobral pelo Circuito Sul-Americano de 2012-13 e terminaram na quinta posição.
Em 2013 atuou com Thiago Santos no Circuito Mundial e alcançaram a quadragésima primeira posição no Grand Slam de Xangai e o vigésimo quinto lugar no Aberto de Fuzhou; juntos também competiram na quinta etapa do Circuito Sul-Americano de Vôlei de Praia 2012-13, etapa  sediada em Assunção e terminaram na quarta posiçãoe na sequencia disputaram a  sexta etapa realizada em Puerto la Cruz na qual disputaram o terceiro lugar e finalizaram na quarta posição, mesma colocação que obtiveram na etapa de Cochabamba.
No Circuito Sul-Americano de 2012-13 competiu ao lado de Edson Filipe na oitava etapa em Girardot conquistando a medalha de ouro e ainda conquistaram a medalha de bronze na etapa de Lima.
Ao lado de Bruno de Paula alcançou pelo Circuito Brasileiro de Vôlei de Praia Open 2012-13 o quarto lugar na etapa de Recife, o nono lugar em Vitória, quinto lugar no Rio de Janeiro, o vice-campeonato na etapa de Guarujá, nono posto em São José, quarto lugar na etapa de São Luís, além da quinta posição na etapa de Natal e também na etapa de João Pessoa e na última etapa em Maceió conquistaram o terceiro lugar e ao final do circuito finalizaram com o vice-campeonato geral.
Disputou com Bruno de Paula a primeira edição do Superpraia A de 2014 realizado em Salvador e terminou em quarto lugar e foi convocado para seleção brasileira de vôlei de praia e ao lado de Jô Gomes disputou a etapa de Macaé do Circuito Sul-Americano de 2014 finalizando na quarta colocação.Com Bruno de Paula disputou o Circuito Mundial de Vôlei de Praia de 2014 e terminaram na nona posição no Aberto do Paraná (Argentina), ocasião que finalizaram na décima sétima posição no Aberto de Puerto Vallarta;  também disputaram  a etapa de Montevidéu pelo Circuito Sul-Americano de 2014 e conquistaram a medalha de bronze, e no mesmo circuito obteve medalha de ouro na etapa de Cochabamba e a medalha de prata na etapa de Cartagena das Índias.
No Circuito Brasileiro de Vôlei de Praia Challenger de 2014 atuou com Bruno de Paula na etapa de Rondonópolis, alcançando o quinto lugar e também obtiveram o vice-campeonato na etapa de Campo Grande.
Pelo Circuito Brasileiro de Vôlei de Praia Open de 2014-15 permaneceu ao lado de Bruno de Paula e conquistaram o vice-campeonato na etapa de Vitória, quinto posto na etapa de Niterói , São José e Porto Alegre, novo vice-campeonato na etapa de Campinas, quarta posição em Fortaleza, e tornaram a conquistar o vice-campeonato na etapa de João Pessoa, e o quinto lugar na etapa de Jaboatão dos Guararapes, novamente foram vice-campeões gerais do referido circuito. 
Ele conquistou a medalha de ouro na etapa de La Serena do Circuito Sul-Americano de Vôlei de Praia de 2014-15 ao lado de Bruno de Paula.Na temporada de 2015 do Circuito Mundial de Vôlei de Praia disputou ao lado de Bruno de Paula e alcançaram a nona posição no Aberto de Fuzhou, o quadragésimo primeiro lugar no Aberto de Lucerna, não pontuaram no Grand Slam de Moscou, no Major Series de Porec  e Stavanger, obtiveram a trigésima terceira colocação no Grand Slam de São Petersburgo  e o décimo nono lugar no Aberto do Rio de Janeiro.Além de atleta de alto nível Hevaldo é sargento da Aeronáutica e compete também pela Comissão de Desportos da Aeronáutica (CDA).
No Circuito Brasileiro Open de 2015-16 foi terceiro colocado ao lado de Bruno de Paulae o segundo lugar na etapa de Bauru, além do quinto lugar nas etapas de Curitiba, Niterói e Fortaleza, alcançando também o quarto lugar na etapa de Natale terminaram na terceira posição geral no circuito; já na edição do Superpraia de 2016, sediada em João Pessoa terminaram na quinta posição.
Em mais uma jornada pelo Circuito Mundial de Vôlei de Praia de 2016, esteve ao lado do amazonense Bruno de Paula no Aberto de Maceió, no qual terminaram na nona posição, além do quadragésimo primeiro posto no Aberto de Vitória, ainda formaram parceria para disputar a etapa de Limoeiro pelo Circuito Sul-Americano de Vôlei de Praia de 2016 e conquistaram neste circuito a medalha de ouro na etapa de  Cartagena das Índias , repetindo o feito na etapa de Assunção, e também na edição do CSV Finals de 2015-16  na etapa de Rioja, na Argentina.
Novamente atuando com Bruno de Paula conquistou o vice-campeonato na etapa de João Pessoa pelo Circuito Brasileiro Challenger de 2016 e também em Jaboatão dos Guararapes.
Trocou de parceria e formou nova dupla com Oscar Brandão no Circuito Brasileiro Open de 2016-17, finalizando na quinta posição na etapa de Campo Grande, foram vice-campeões em Brasília,nona posição na etapa de Uberlândia, quinta posição na etapa de Curitiba, São José, na etapa de João Pessoa, e na etapa de Aracaju, conquistaram a medalha de bronze na etapa de Maceió, e o quinto lugar na última etapa em Vitória  e finalizaram em terceiro lugar na classificação geral;e com este jogador conquistou o nono lugar na edição do Superpraia 2017, sediado em Niterói.
Compos uma parceria com Jefferson de Paula  e finalizaram na quinta posição na etapa de Maringá pelo Circuito Brasileiro Challenger de 2017, depois com Marcus Borlini “Marquinho” alcançou o nono lugar em Bauru
Ao lado de Oscar Brandão conquistou a medalha de bronze na etapa de Ancón pelo Circuito Sul-Americano de 2017, conquistaram a medalha de ouro no primeiro Grand Slam de Rosario válido pelo mesmo circuito; juntos alcançaram a décima sétima colocação no Circuito Mundial de Vôlei de Praia de 2017 nos torneios categoria três estrelas de Xiamen e quatro estrelas do Rio de Janeiro.
Na temporada 2017-18 atuou com Arthur Lanci na etapa de Campo Grande do Circuito Brasileiro de Vôlei de Praia Open correspondente, e obtiveram a décima nona posição, foram campeões na etapa de Natal, décima nona posição na etapa de Itapema, quinto posto na etapa de Fortaleza, na etapa de João Pessoa e finalizaram na sexta posição na classificação geral final .
Com Arthur Lanci conquistou a medalha de bronze na edição do SuperPraia de 2018 realizado em Brasília; juntos disputaram a edição do Circuito Mundial de Vôlei de Praia de 2018, finalizaram na trigésima terceira posição no torneio categoria quatro estrelas em Itapema e nono lugar no torneio uma estrela de Miguel Pereira, ainda competiram juntos na etapa de Nova Viçosa pelo Circuito Sul-Americano de 2018 quando encerraram na nona colocação e foram medalhistas de bronze na etapa de Cañete pelo mesmo circuito.

## Títulos e resultados
- Challenge de Brno do Circuito Mundial de Vôlei de Praia:2006[15]
- Grand Slam da Argentina do Circuito Sul-Americano de Vôlei de Praia:2017[149]
- Etapa do Paraguai do Circuito Sul-Americano de Vôlei de Praia:2015-16[132]
- Etapa da Colômbia do Circuito Sul-Americano de Vôlei de Praia:2015-16[131]
- Etapa do Chile do Circuito Sul-Americano de Vôlei de Praia:2014-15[125]
- Etapa da Bolívia do Circuito Sul-Americano de Vôlei de Praia:2014[113]
- Etapa da Colômbia do Circuito Sul-Americano de Vôlei de Praia:2014[114]
- Etapa da Colômbia do Circuito Sul-Americano de Vôlei de Praia:2012-13[97]
- Etapa do Peru do Circuito Sul-Americano de Vôlei de Praia:2012-13[98]
- Etapa do Peru do Circuito Sul-Americano de Vôlei de Praia:2018[158]
- Etapa do Peru do Circuito Sul-Americano de Vôlei de Praia:2017[148]
- Etapa do Uruguai do Circuito Sul-Americano de Vôlei de Praia:2014[112]
- Etapa da Bolívia do Circuito Sul-Americano de Vôlei de Praia:2012-13[94]
- Etapa do Brasil do Circuito Sul-Americano de Vôlei de Praia:2014-15[111]
- Etapa do Paraguai do Circuito Sul-Americano de Vôlei de Praia:2012-13[91]
- Etapa da Venezuela do Circuito Sul-Americano de Vôlei de Praia:2012-13[93]
- Superpraia A:2018[156]
- Superpraia A:2014[109]
- Circuito Brasileiro de Voleibol de Praia Open:2013-14[1]e 2014-15[1]
- Circuito Brasileiro de Voleibol de Praia Open:2012-13[86] e 2016-17[145]
- Circuito Brasileiro de Voleibol de Praia Open:2006[16]
- Etapa de Natal do Circuito Brasileiro de Voleibol de Praia Open:2017-18[151]
- Etapa de Salvador do Circuito Brasileiro de Voleibol de Praia Open:2012[73]
- Etapa de Porto Alegre do Circuito Brasileiro de Voleibol de Praia Open:2006[16]
- Etapa de Curitiba do Circuito Brasileiro de Voleibol de Praia Open:2006[16]
- Etapa de João Pessoa do Circuito Brasileiro de Voleibol de Praia Open:2014-15[123]
- Etapa de Campinas do Circuito Brasileiro de Voleibol de Praia Open:2014-15[121]
- Etapa do Vitória do Circuito Brasileiro de Voleibol de Praia Open:2014-15[117]
- Etapa do Guarujá do Circuito Brasileiro de Voleibol de Praia Open:2013-14[102]
- Etapa de Maceió do Circuito Brasileiro de Voleibol de Praia Open:2012-13[84]
- Etapa de Fortaleza do Circuito Brasileiro de Voleibol de Praia Open:2012[75]
- Etapa de João Pessoa do Circuito Brasileiro de Voleibol de Praia Open:2012[74]
- Etapa de Recife do Circuito Brasileiro de Voleibol de Praia Open:2009[41]
- Etapa de Vitória do Circuito Brasileiro de Voleibol de Praia Open:2009[36]
- Etapa de Londrina do Circuito Brasileiro de Voleibol de Praia Open:2007[20]
- Etapa de Santos do Circuito Brasileiro de Voleibol de Praia Open:2007[21]
- Etapa de Recife do Circuito Brasileiro de Voleibol de Praia Open:2008[24]
- Etapa de Bauru do Circuito Brasileiro de Voleibol de Praia Open:2015-16[128]
- Etapa de Maceió do Circuito Brasileiro de Voleibol de Praia Open:2016-17[143]
- Etapa de Maceió do Circuito Brasileiro de Voleibol de Praia Open:2013-14[108]
- Etapa de Cáceres do Circuito Brasileiro de Voleibol de Praia Open:2008[23]
- Etapa de Goiânia do Circuito Brasileiro de Voleibol de Praia Open:2012-13[77]
- Etapa de Cuiabá do Circuito Brasileiro de Voleibol de Praia Open:2012-13[76]
- Etapa de Goiânia do Circuito Brasileiro de Voleibol de Praia Open:2015-16[127]
- Etapa de Fortaleza do Circuito Brasileiro de Voleibol de Praia Open:2006[16]
- Etapa de Natal do Circuito Brasileiro de Voleibol de Praia Open:2015-16[129]
- Etapa de João Pessoa do Circuito Brasileiro de Voleibol de Praia Open:2011[67]
- Etapa de Maceió do Circuito Brasileiro de Voleibol de Praia Open:2009[42]
- Etapa de Teresina do Circuito Brasileiro de Voleibol de Praia Open:2009[38]
- Etapa de João Pessoa do Circuito Brasileiro de Voleibol de Praia Open:2008[27]
- Etapa de Brasília do Circuito Brasileiro de Voleibol de Praia Open:2006[16]
- Etapa de Salvador do Circuito Brasileiro de Voleibol de Praia Open:2006[16]
- Etapa de Fortaleza do Circuito Brasileiro de Voleibol de Praia Open:2014-15[122]
- Etapa de São Luís do Circuito Brasileiro de Voleibol de Praia Open:2013-14[105]
- Etapa de Recife do Circuito Brasileiro de Voleibol de Praia Open:2013-14[99]
- Etapa de Teresina do Circuito Brasileiro de Voleibol de Praia - Challenger:2007[22]
- Etapa de Rio das ostras do Circuito Brasileiro de Voleibol de Praia - Challenger:2005[13]
- Etapa de Aracaju do Circuito Brasileiro de Voleibol de Praia - Challenger:2003[9]
- Etapa de Brasília do Circuito Brasileiro de Voleibol de Praia Open:2016-17[137]
- Etapa de Jaboatão dos Guararapes do Circuito Brasileiro de Voleibol de Praia - Challenger:2016[135]
- Etapa de João Pessoa do Circuito Brasileiro de Voleibol de Praia - Challenger:2016[134]
- Etapa de Campo Grande do Circuito Brasileiro de Voleibol de Praia - Challenger:2014[116]
- Etapa de São Luís do Circuito Brasileiro de Voleibol de Praia - Challenger:2005[13]
- Etapa de São Luís do Circuito Brasileiro de Voleibol de Praia - Challenger:2012[71]
- Etapa de Aracaju do Circuito Brasileiro de Voleibol de Praia - Challenger:2008[26]
- Jogos Abertos do Interior de São Paulo:2007[17]
- Etapa de Campo Grande do Circuito Brasileiro de Voleibol de Praia - Challenger:2012[72]
- Etapa de Aracaju do Circuito Brasileiro de Voleibol de Praia - Challenger: 2012[70]
- Jogos Brasileiros de Praia:2004[11]
- Etapa do Rio Grande do Norte do Circuito Estadual de Vôlei de Praia:2012[68]
- Etapa da Bahia do Circuito Estadual de Vôlei de Praia:2012[69]
- Etapa da Bahia do Circuito Estadual de Vôlei de Praia:2009[28]
- Etapa da Ceará do Circuito Estadual de Vôlei de Praia:2011[56]
- Etapa da Ceará do Circuito Estadual de Vôlei de Praia:2010[45]
- Etapa da Ceará do Circuito Estadual de Vôlei de Praia:2009[29]
- Etapa da Pernambuco do Circuito Estadual de Vôlei de Praia:2009[30]

## Premiações Individuais
- Melhor Saque do Circuito Brasileiro de Vôlei de Praia de 2006[1]